# Figolu
Figolu est un biscuit fourré à la figue commercialisé par le groupe Mondelēz International via l'enseigne LU.

## Historique
Au cours des années 1950, la quatrième génération des Lefèvre-Utile, désireuse de rénover l'image de la marque LU, et de commercialiser quelque chose de gourmand, se lance dans la réfection de sa gamme de conditionnement pour les adapter à une demande plus internationale et, parallèlement, développe de nouveaux produits.
Ainsi, c'est en 1961 que la marque Figolu et le biscuit attaché voient le jour.
Depuis 2007, cette fabrication est assurée par Mondelēz International après le rachat de LU au groupe Danone.
De l'automne 2015 à 2020, les paquets de 16 biscuits disparaissent du commerce au profit d'une nouvelle recette composée de 5 biscuits plus volumineux. Cette modification du produit opérée fait l'objet de critiques : goût et texture différents, doublement du prix, suremballage (emballage individuel de chaque biscuit). Une pétition est lancée en 2015 et recueille un millier de signatures. En 2019, elle est relayée par de nombreux titres de presse,,,.
En avril 2020, Lu annonce reprendre la fabrication du biscuit, en se rapprochant de l'ancienne recette abandonnée en 2015 mais la production aura désormais lieu en Angleterre et non plus dans l'usine LU nantaise de La Haye-Fouassière et le paquet original de 165 grammes contenant 16 biscuits fait place désormais à un paquet de 192 grammes contenant 12 biscuits. Les ventes sont un net succès auprès des clients.

## Ingrédients et analyses nutritionnelles
Ce biscuit est constitué des ingrédients suivants (recette 2020)  :
- Farine de blé : 34 %
- Pâte de figues : 26 %
- Sucre
- Huile de palme
- Sirop de glucose-fructose
- Sirop de glucose
- Sirop de sucre partiellement inverti
- Sel
- Poudres à lever : Carbonates de sodium - Carbonates d'ammonium
- Correcteur d’acidité : Acide citrique

| Éléments           | pour 100 g          | pour 1 Figolu (16 g) |
| ------------------ | ------------------- | -------------------- |
| Valeur énergétique | 399 kcal - 1 670 kJ | 64 kcal - 267 kJ     |
| Protéines          | 4,6 g               | 0,74 g               |
| Glucides           | 73 g                | 12 g                 |
| Lipides            | 8,1 g               | 1,3 g                |

L'origine des produits agricoles n'est pas divulguée par Mondelēz International.

## Divers
- Un équivalent du Figolu aux États-Unis est le biscuit aux figues Newtons (en).